# Karub (Stadtbezirk)
| Tibetische Bezeichnung                   |
| ---------------------------------------- |
| Tibetische Schrift: མཁར་རོ་ཆུས།་           |
| Wylie-Transliteration: mkhar ro chus     |
| Offizielle Transkription der VRCh: Karub |
| Andere Schreibweisen: Kharro             |
| Chinesische Bezeichnung                  |
| Vereinfacht: 卡若区                      |
| Pinyin:Kǎruò Qū                          |

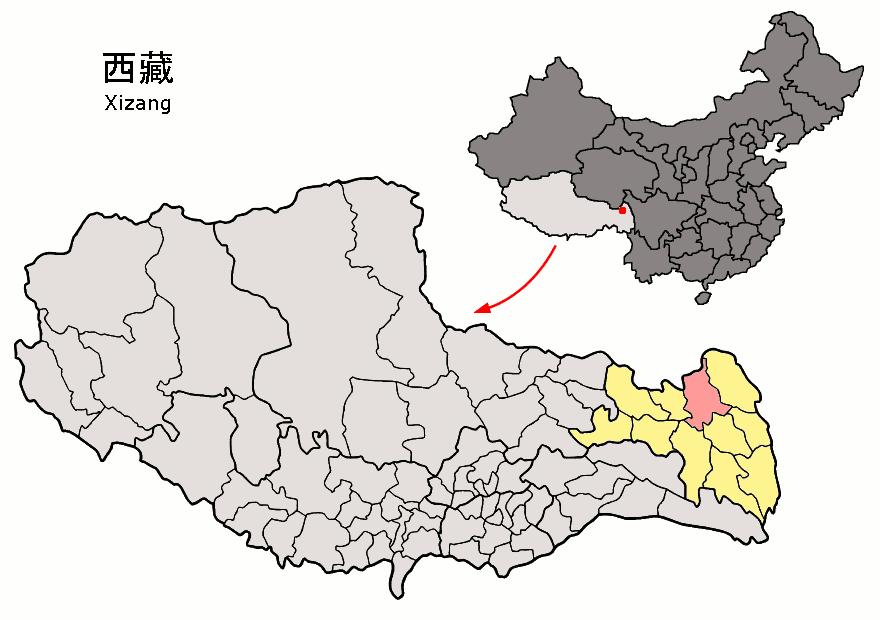
Lage des Stadtbezirks Karub (rosa) in der Stadt Qamdo (gelb)

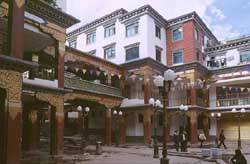
Großgemeinde Chengguan

Karub ist ein Stadtbezirk der Stadt Qamdo im Autonomen Gebiet Tibet der Volksrepublik China. Die Fläche beträgt 10.791 Quadratkilometer und die Einwohnerzahl 148.511 (Stand: Zensus 2020). 1999 zählte Karub 86.280 Einwohner. Sein Hauptort ist die Großgemeinde Chengguan. Der Stadtbezirk ging am 11. Juli 2014 im Zuge einer Verwaltungsreform aus dem ehemaligen Kreis Qamdo hervor.

## Administrative Gliederung
Auf Gemeindeebene setzt sich der Stadtbezirk aus drei Großgemeinden und zwölf Gemeinden zusammen. Diese sind (amtl. Schreibweise / Chinesisch):
- Großgemeinde Chengguan 城关镇
- Großgemeinde Karub 卡若镇 (vgl. Kharro-Stätte)
- Großgemeinde Guro 俄洛镇
- Gemeinde Mangda 芒达乡
- Gemeinde Sagung 沙贡乡
- Gemeinde Rabba 若巴乡
- Gemeinde Ngexi 埃西乡
- Gemeinde Ruxi 如意乡
- Gemeinde Ritong 日通乡
- Gemeinde Cerwai 柴维乡
- Gemeinde Yorba 约巴乡
- Gemeinde Gama 嘎玛乡
- Gemeinde Mainda 面达乡
- Gemeinde Lhatog 拉多乡
- Gemeinde Toba 妥坝乡